# La Plaza
La Plaza es una parroquia del concejo de Teverga, situado en Asturias, al norte de España, así como un lugar de dicha parroquia y la capital del concejo. Según el INE en 2021 albergaba una población de 648 habitantes. Cuenta con la Colegiata de San Pedro de Teverga que está dedicada a San Pedro, fue construida en el siglo XI y está catalogada como BIC desde 1931.

## Geografía
La parroquia de La Plaza se encuentra ubicada en la zona centro del concejo, ubicada a una altitud media de 480m s. n. m., cuenta con una extensión de 9,13 km² limitando al norte con las parroquias de Santianes, Trespena ya en Proaza y Casares en el vecino concejo de Quirós, al este limita con Carrea, al sur con las parroquias de Riello y Barrio (Teverga) y por último bordea al oeste con Villanueva. 
Al igual que la mayoría del concejo su terreno es de carácter montañoso, es atravesada por el río Páramo, que recibe las aguas del río Val de Cazana y del río de Taja para convertirse en el Río Teverga.

## Poblaciones
Según el nomenclátor de 2017, la parroquia comprende las poblaciones de:
- Cansinos (15 hab.)
- Entragu (151 hab.)

- La Favorita (23 hab.)

- Las Garbas (0 hab.)

- L.lamas (5 hab.)

- La Obra (7 hab.)

- La Plaza (47 hab.)

- Redral (10 hab.)

- Samartín (412 hab.)

- Viٓٓl.launel (4 hab.)

- Viٓٓl.lar (7 hab.)